# Paul Tillich
Paul Johannes Tillich (Starzeddel, 20 agosto 1886 – Chicago, 22 ottobre 1965) è stato un teologo protestante tedesco, pioniere del più recente movimento di rinnovamento della teologia tradizionale.
Espulso dall'Università di Francoforte perché aveva preso le difese degli studenti ebrei perseguitati dai nazisti, si rifugiò allora negli Stati Uniti. Paul Tillich è uno dei maggiori teologi del XX secolo. L'opera Teologia sistematica è il suo testo più importante: è composto da una fondamentale "Introduzione" metodologica e cinque sezioni intitolate "Ragione e rivelazione", "L'essere e Dio", "L'esistenza e il Cristo", "La Vita e lo Spirito", "La storia e il Regno".

## Biografia

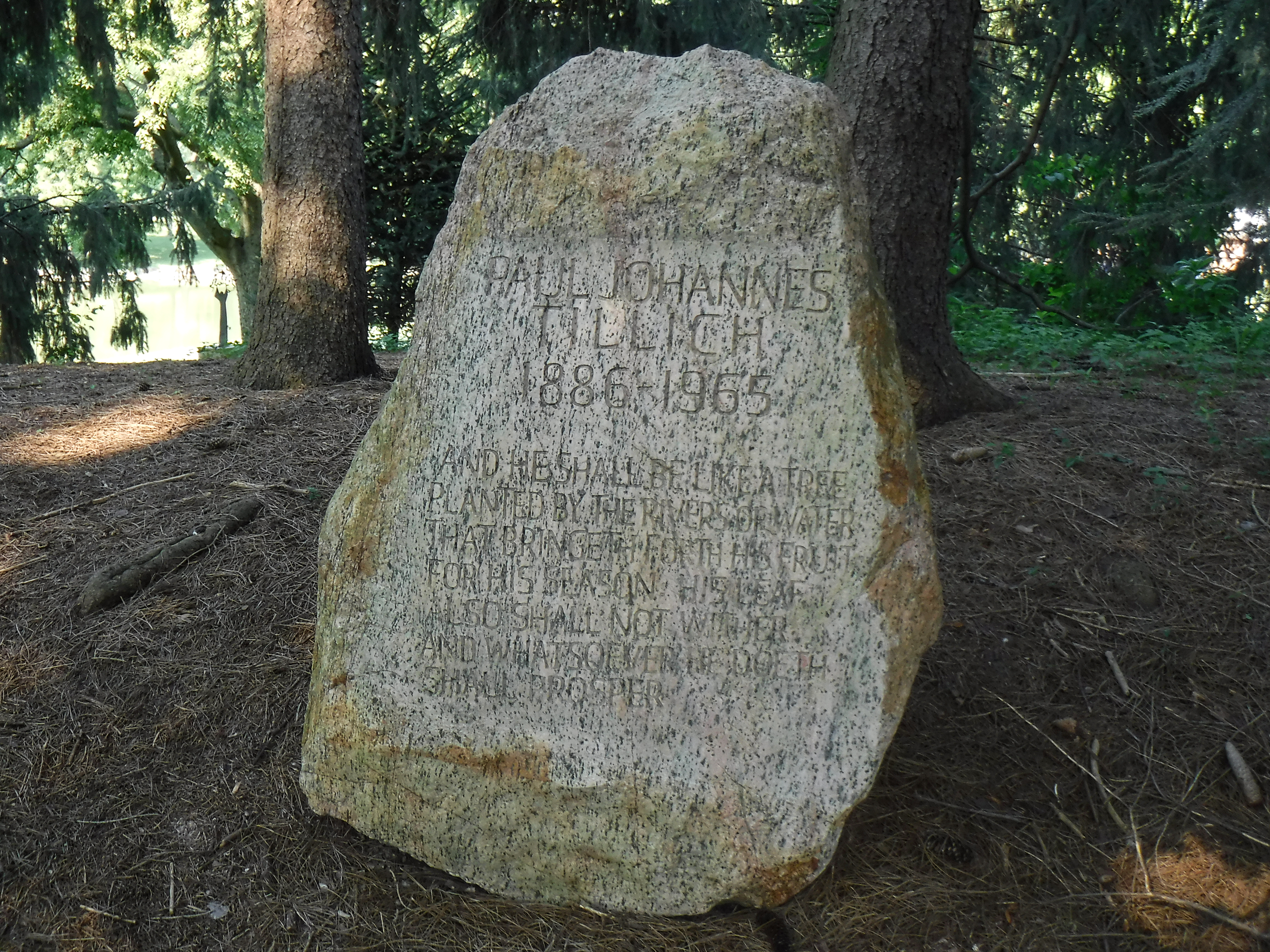
Lapide nel Paul Tillich Park di New Harmony

Tillich aderisce al socialismo sotto l'effetto di una "conversione", in seguito alla prima guerra mondiale e alla rivoluzione tedesca del novembre del 1918. Nello stesso tempo in cui ha inizio il suo insegnamento universitario a Berlino, quell'anno segna l'inizio dei suoi numerosi scritti dedicati al socialismo.
Tillich si indirizza innanzitutto alle Chiese, per invitarle a riconsiderare il loro rifiuto del socialismo. Si dedica a dimostrare le affinità tra cristianesimo e socialismo, facendo notare l'ispirazione profetica e le conseguenze sociali dell'annuncio del Regno di Dio. Il fronte socialista costituisce l'altra parte del dialogo di Tillich in quest'epoca. Nella cornice del circolo Kàiros di Berlino, in collaborazione con vari colleghi di scienze economiche e politiche e con teologi di differenti discipline, si consacra a ripensare il socialismo per far rinascere i fondamenti religiosi dello stesso e mostrare come costituiscano un nuovo progetto di società e di cultura, sola soluzione di cambiamento valida di fronte alla società e alla cultura borghesi.
Gli anni di Berlino (1919-1929) sono per Tillich un periodo intenso di pensiero e di scrittura. Sviluppa una filosofia della storia fortemente ispirata all'avvenimento socialista e centrata sull'idea del kàiros. In seguito, durante il periodo di Francoforte (1929-1933), in cui Tillich anima il gruppo radunato attorno ai "Nuovi Quaderni del Socialismo", i suoi scritti manifestano un carattere più strettamente politico, avvicinandosi maggiormente al marxismo. Espone anche una teoria dello Stato e dei poteri. Il dialogo con il colleghi del nuovo Istituto di Ricerche Sociali (la cosiddetta Scuola di Francoforte) è particolarmente sostenuto in quest'epoca.
La lista degli scritti di questo volume termina nel 1931, poiché si impone un nuovo interlocutore, che costringerà Tillich a riorientare il suo dibattito sul socialismo: si tratta del nazismo, con cui il teologo si scontrerà a partire dal 1932.
Alla vigilia della presa di potere da parte dei nazisti, nel gennaio 1933, Tillich pubblica un grande testo di filosofia politica, La decisione socialista, che gli vale le dimissioni dal suo posto all'Università di Francoforte. Il movimento nazista, considerato come un romanticismo politico, è fatto oggetto di un'analisi critica e di una valutazione nel paragone con il principio della società borghese e il principio socialista. Nello stesso periodo si instaura un dibattito serrato tra Tillich e un suo vecchio amico, il teologo Emmanuel Hirsch, il quale, nella stessa epoca, saluta l'avvento del nazionalsocialismo.
In altri articoli, Tillich estenderà la sua critica alle Chiese nella misura in cui esse si erano compromesse con il regime nazista che era, allo stesso tempo, un mito pagano.
Tillich dimostrò comportamenti sessuali ossessivi e devianti, con interessi ricorrenti e persino comportamenti molesti verso le sue studentesse, come testimoniato dalla sua stessa vedova nelle proprie memorie.

## Opere principali
- Dinamica della fede, Religione e morale, Casa Editrice Astrolabio-Ubaldini, Roma 1967 (orig.: Dynamics of Faith);
- Il nuovo essere, Casa Editrice Astrolabio-Ubaldini, Roma 1967 (orig.: The new Being);
- Il coraggio di esistere, Casa Editrice Astrolabio-Ubaldinii, Roma 1968 (orig.: The courage to be);
- L'eterno presente, Casa Editrice Astrolabio-Ubaldini, Roma 1968 (orig.: The eternal Now);
- La mia ricerca degli assoluti, Casa Editrice Astrolabio-Ubaldini, Roma 1968;
- Storia del pensiero cristiano, Casa Editrice Astrolabio-Ubaldini, Roma 1969 (orig.: History of Christian Thought);
- Sulla linea di confine. Schizzo autobiografico, Queriniana, Brescia 1969, 1979 (orig.: On the Boundary. An autobiographical Sketch);
- Si scuotono le fondamenta, Casa Editrice Astrolabio-Ubaldini Roma 1970 (orig.: The Shaking of the Foundations);
- L'era protestante, Claudiana, Torino 1972 (orig.: The Protestant Era);
- Il futuro delle religioni, Queriniana, Brescia 1970 (orig.: The Future of Religions);
- Il cristianesimo e le religioni. Riflessioni autobiografiche, Mursia, Milano 1971 (orig.: Christianity and the Encounter of the World Religions. Autobiographical Reflections);
- Potere, amore, giustizia, Vita e Pensiero, Milano 1994 (orig.: Love, Power, and Justice);
- Lo spirito borghese e il kairós, Claudiana, Torino 1996 (riedizione della prima traduzione, curata da A. Banfi, Roma 1929);
- L'irrilevanza e la rilevanza del messaggio cristiano per l'umanità oggi, Queriniana, Brescia 1998 (orig.: The Irrelevance and Relevance of the Christian Message for Humanity Today);
- Teologia sistematica, 4 voll., Claudiana, Torino 1996-2006.
- Il demoniaco. Contributo a un’interpretazione del senso della storia, traduzione e cura di Luca Crescenzi, Edizioni ETS, Pisa 2018 scheda editore.